# Errore congenito del metabolismo
Gli errori congeniti del metabolismo (ECM) sono un'ampia classe di malattie genetiche che implicano difetti metabolici. Gran parte degli ECM sono dovuti a difetti genici che codificano gli enzimi atti alla conversione di alcune sostanze (substrati) in altre (prodotti). Nella maggior parte delle malattie metaboliche, le conseguenze di un difetto genetico a carico di un enzima, portano ad un accumulo di substrato dannoso per la cellula del tessuto in esame, o al contrario alla ridotta capacità di sintetizzare composti essenziali.
Quando si sospetta un ECM è molto importante eseguire un'anamnesi familiare ed accertarsi dell'eventuale presenza di consanguineità in famiglia (ad esempio genitori cugini di primo grado). 
Gli errori congeniti del metabolismo sono spesso chiamati malattie metaboliche congenite o malattie metaboliche ereditarie.
Il termine Inborn error of metabolism (il corrispettivo inglese di Errori congeniti del metabolismo) fu coniato dal medico inglese Archibald Garrod (1857-1936), all'inizio del ventesimo secolo (1908). Garrod è conosciuto per il suo lavoro nella prefigurazione dell'ipotesi un gene-un enzima, basata sui suoi studi sulla natura e sull'ereditarietà dell'alcaptonuria. Il suo testo determinante, Inborn error of metabolism], fu pubblicato nel 1923.

## L'emergenza metabolica
Clinicamente gli ECM vengono indagati dopo un episodio acuto di emergenza metabolica, che compare dopo un periodo asintomatico. Nel neonato si manifesta generalmente in seconda giornata di vita in seguito a sintomi clinici simili a quelli provocati da una normale intossicazione. Tale situazione diventa ingestibile e peggiora in modo ingravescente nell'arco di poche ore dai primi prodromi clinici, sebbene gli esami di laboratorio e altre indagini di routine siano perfettamente nella norma.
L'insorgenza di un'emergenza metabolica nella fase non neonatale si manifesta con vomito ricorrente, letargia e segni neurologici focali che si aggravano quasi sempre fino al coma.

## Principali categorie delle malattie metaboliche ereditarie
Di seguito vengono riportati le principali classi di malattie metaboliche congenite con un tipico esempio per ciascuna categoria:
- Malattie legate al metabolismo dei carboidrati
  - ad esempio glicogenosi
- Malattie legate al metabolismo degli amminoacidi o aminoacidopatie
  - ad esempio, fenilchetonuria, malattia delle urine a sciroppo d'acero (MSUD)
- Malattie legate agli acidi organici, definite acidosi organiche
  - ad esempio, aciduria combinata malonica e metilmalonica (CMAMMA), alcaptonuria, propionico aciduria
- Malattie legate al Dna Mitocondriale:
  - ad esempio la sindrome di Leigh
- Malattie legate al metabolismo della beta ossidazione degli acidi grassi
  - ad esempio, glutarico aciduria di tipo II o deficienza di deidrogenasi dell'acilcoenzima A a media catena
- Malattie legate al metabolismo della porfirina
  - ad esempio, porfiria acuta intermittente
- Malattie legate al metabolismo delle purine o pirimidine
  - ad esempio, sindrome di Lesch-Nyhan, xantinuria
- Malattie legate al metabolismo degli steroidi
  - ad esempio, iperplasia surrenale congenita
- Malattie della funzione perossisomiale
  - ad esempio, sindrome di Zellweger
- Malattia da accumulo lisosomiale
  - ad esempio, malattia di Gaucher, malattia di Fabry

## Principali sintomi
L'ampio numero di difetti genici a carico dei cicli metabolici spesso coinvolge più di un sistema corporeo dando origine a vere e proprie sindromi. Di seguito un elenco di potenziali manifestazioni di malattie sui maggiori sistemi organici:
- Scarso accrescimento e calo ponderale
- Genitali ambigui, pubertà ritardata, pubertà precoce
- Ritardo dello sviluppo, demenza, encefalopatia, convulsioni
- Sordità, cecità
- Rash cutanei, pigmentazione anomala oppure mancata, irsutismo
- Anormalità dentali
- Immunodeficienza, piastrinopenia, anemia, splenomegalia, linfoadenopatia
- Molte forme di cancro
- Vomito ciclico, diarrea cronica, dolore addominale
- Pollachiuria, anuria, disuria, insufficienza renale, disidratazione, edema
- Ipotensione, cardiomegalia, ipertensione, infarto miocardico
- Epatomegalia, Ittero, insufficienza epatica
- Dismorfismi, malformazioni congenite
- Eccessiva respirazione (iperventilazione), insufficienza respiratoria
- Comportamento anormale, depressione, psicosi
- Crampi, debolezza muscolare
- Ipotiroidismo, insufficienza surrenalica, ipogonadismo, diabete mellito

## Tecniche diagnostiche
Attualmente molte malattie metaboliche congenite sono trovabili tramite i test di screening neonatale, in special modo tramite lo screening allargato applicato alla spettrometria massa/massa. Quest'ultima è una metodologia in continua espansione e diffusione nel mondo, dal momento che permettendo un riconoscimento precoce delle malattie metaboliche può aiutare a garantire una migliore qualità di vita all'individuo che ne è affetto.
In routine vengono utilizzati diversi tipi di test per effettuare lo screening allargato, il quale comprende un "pannello" che varia da 10 a 30 malattie metaboliche differenti, variabile in base al paese di appartenenza. Ogni risultato anomalo che emerge allo screening viene poi validato da ulteriori test metabolici, che generalmente confermano il sospetto diagnostico posto dallo screening.
Tipici test di screening utilizzati negli ultimi sessant'anni sono:
- Test del cloruro ferrico
- Ninidrina cromatografia su carta (individua modelli anomali di amminoacidi)
- Test di Guthrie (individua gli amminoacidi in eccesso nel sangue) I cartoncini di sangue asciutto possono essere utilizzati per molteplici test utilizzando la Spettrometria di massa (MS/MS).
- Analisi quantitativa degli amminoacidi plasmatici e urinari
- Acidi organici delle urine tramite spettrometria di massa

Test specifici (o destinati a analizzare solo una piccola parte di malattie):
- biopsia o prelievo autoptico di fegato, muscolo, cervello, midollo osseo
- Biopsia della pelle e coltivazione in vitro di fibroblasti per la ricerca di specifici enzimi
- Test del DNA

## Terapia
Se fino agli anni '70 le terapie di queste malattie si limitavano a ridurre l'assimilazione delle proteine e ne gestivano le complicazioni, negli ultimi vent'anni sostituzioni enzimatiche, trasferimenti genici, trapianti degli organi sono divenuti disponibili per la cura di tante malattie precedentemente senza possibilità di cura. Alcune delle più usate e promettenti terapie sono elencate di seguito:
- Limitazioni alla dieta alimentare
  - ad esempio, la riduzione della dieta proteinica rimane uno dei principali trattamenti per la fenilchetonuria ed altre malattie legate al metabolismo degli amminoacidi.
- Supplementazione dietetica o dieta sostitutiva
  - ad esempio, fecola di mais diverse volte al giorni aiuta a rallentare alle persone che soffrono di glicogenosi nel diventare ipoglicemici.
- Vitamine
  - ad esempio, somministrazione di tiamine danno benefici a diversi tipi di acidosi lattiche.
- Metaboliti intermedi, medicine che facilitano o ritardano alcuni percorsi specifici metabolici
- Emodialisi
- Sostituzione enzimatica
- Trasferimento genico
- Trapianto di midollo osseo o di organo
- Trattamento dei sintomi e delle complicazioni
- Diagnosi prenatale e aborto terapeutico per i feti affetti